# Delungra
Delungra är en ort i Australien. Den ligger i kommunen Inverell och delstaten New South Wales, i den sydöstra delen av landet, omkring 470 kilometer norr om delstatshuvudstaden Sydney. Antalet invånare är 575.
Trakten runt Delungra är nära nog obefolkad, med mindre än två invånare per kvadratkilometer.. Delungra är det största samhället i trakten.
Trakten runt Delungra består till största delen av jordbruksmark. Genomsnittlig årsnederbörd är 823 millimeter. Den regnigaste månaden är januari, med i genomsnitt 137 mm nederbörd, och den torraste är oktober, med 27 mm nederbörd.